# Talmühle (Radebeul)

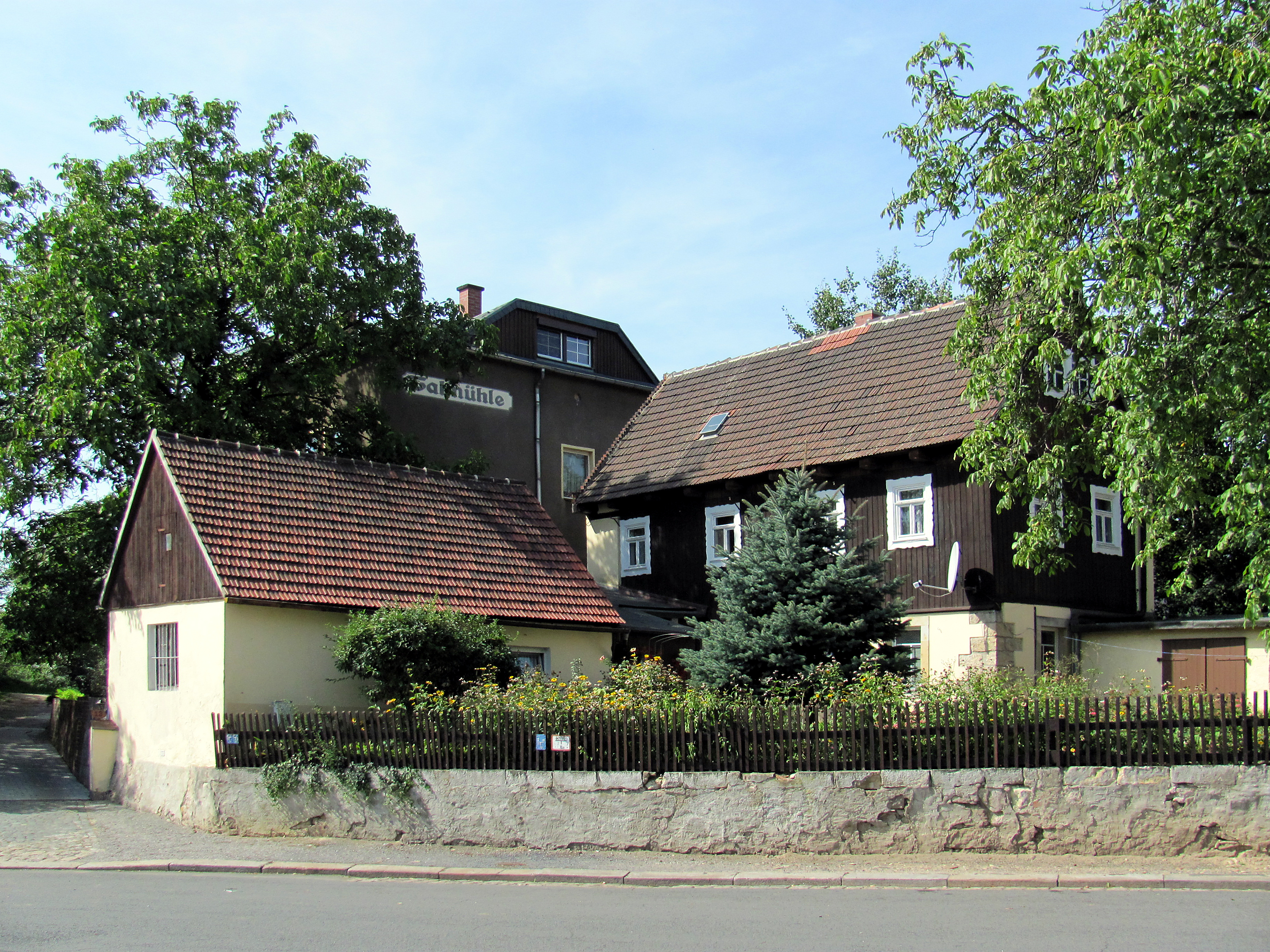
Schäferhof Altserkowitz 14. Dahinter ist die Villa auf dem Mühlengrundstück zu sehen. Daran eine Aufschrift mit dem Hinweis auf die Talmühle.

Die Talmühle war eine der sieben historischen Wassermühlen am Lößnitzbach; sie befand sich am Anger Altserkowitz (Nrn. 12 und 13) des Dorfes Serkowitz, ein Stadtteil der sächsischen Stadt Radebeul. Von dem im 19. Jahrhundert zu einer Ausflugsgaststätte umgewandelten Mühlgut steht noch das Hauptgebäude, das villenartige Wohnhaus Altserkowitz 13.

## Geschichte

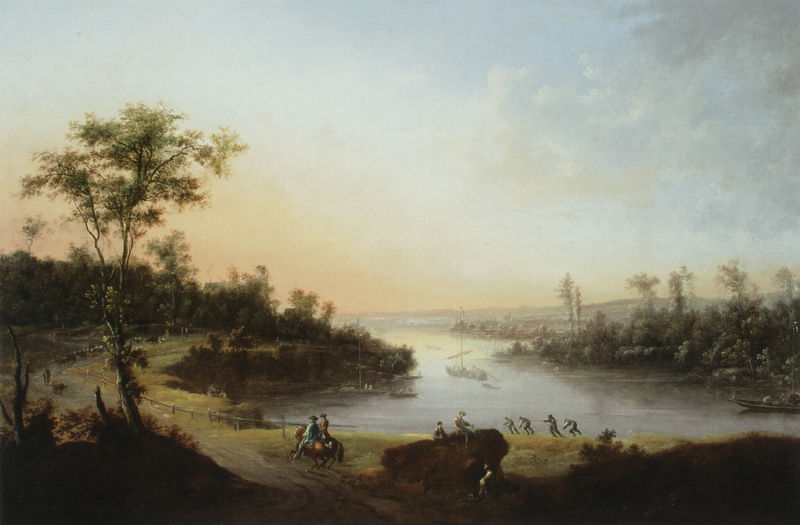
Die Elbe bei Serkowitz. Bild von Johann Alexander Thiele von 1750. In den beiden links sichtbaren Dächern werden die beiden wichtigsten Gebäude Serkowitz' vermutet, links der Gasthof und weiter rechts die Mühle.

Ausschnitt aus einer gesüdosteten Karte von 1790. Der Pfeil zeigt auf die Mühle. Drumherum sind die Verläufe von Lößnitzbach und Mühlbach zu sehen.

Ausschnitt aus einer genordwesteten Hochwasserkarte von 1845. Am Ende des Mühlteichs steht (rot markiert) das Mühlengebäude oben, darunter die Nebengebäude.

Ausschnitt aus einer gesüdosteten Karte von 1880. Am Ende des Mühlbachs steht die Villa, das Mühlengebäude ist abgebrochen.

In der Urkunde von Meinher, Burggraf von Meissen vom 5. Mai 1337 an Wythigo, Bischof von Meissen, mit der durch die ewige Übereignung des Dorfes Serkowitz an die Kirche in Meißen „zur heilbringenden Vergebung der Sünden […] unseres kürzlich verstorbenen Bruders Hermann“ künftig Almosen an Arme gewährt werden sollten, ist eine Aufstellung der wichtigsten Güter enthalten: Neben dem Rodeland, dem Gehölz, der Fischerei sowie allerlei weiteren Rechten werden der Gasthof und die Mühle aufgeführt („cum molendino“). Als vormalige Besitzer werden „Ulrich und Theodor Gebrüder, genannt Grosse“ erwähnt, die das Dorf dem Probst in Hayn (wohl das spätere Großenhain), Heinrich von Guben, weitergegeben hatten, es aber zu dem Zeitpunkt an ihren Burggrafen zurückgaben. Damit ist die „vermutlich schon im 12. [Jahrhundert]“ bestehende Wassermühle die am frühesten urkundlich erwähnte der sieben Wassermühlen am Lößnitzbach.
Erster namentlich bekannter Müller ist Merten Beune im Jahr 1547, dann folgten seine Verwandten Thomas (1558), Fabian (1569) und Jacob Beune (ab 1575), 1589 kaufte Melchior Mehlich die Mühle von einer Witwe Ficklerin. Weiterhin sind Andreas Rotzsche (1669) und der Müller Hans Meschler 1687 bekannt.
Im 16. Jahrhundert war das zins- und kriegsdienstpflichtige Halbhufen- und Mühlengut eines der 12 Mitglieder der Serkowitzer Altgemeinde (Katasternummer 14) am eigentlichen Anger, hinzu kam das Gasthofsgut als 13. Mitglied. Im Laufe jenes Jahrhunderts kamen durch Grundstücksteilungen noch drei weitere Höfe abschließend bis zur Auflösung der Altgemeinde (die „Fünfzehner“) im 19. Jahrhundert hinzu.
Auf einer Kartenskizze mit der Darstellung des Dorfes Serkowitz von Hans August Nienborg aus der Zeit 1714–1720 sind die Mühle und der Gasthof eingezeichnet, ebenso der Lößnitzbach und der Seegraben.
Als Hans Hölscher die Mühle 1721 übernahm, hatte die Mühle einen Mahlgang „an Wässerchen so aus der Lößnitz kommt“. Mit der Verlegung der Poststraße auf höherliegendes Gebiet, ausgelöst am 18. Oktober 1784 durch die Ereignisse um die Jagdgesellschaft Kurfürsts Friedrich August der Gerechte, die wiederum zur Aufstellung des Weibersteins führten, und der durch jene Ereignisse ebenfalls ausgelöste Elbregulierung mit Auflösung des Fasanenheegers erhielt das Mühlengut selbst Land dazu, um Landwirtschaft betreiben zu können. Das Mühlgut hatte bei dem Übergang an Johann Gottlob Händel 1799 die Größe von einer halben Hufe. 1824 gehörte Sohn Gottlob auch der Hof Nr. 17 und 1839 übernahm dessen Sohn Johann Gottlob Händel das Familiengut. 1835 beklagte Händel, dass das Elbhochwasser häufig so stark war, dass es das Unterwasser der Mühle aufstaute und das Mühlrad zum Stillstand kam, ein wohl recht häufiges Ereignis für diesen Mühlenstandort.
Danach folgte 1856 der Mühlenbetreiber Heinrich Wilhelm Adam sen.; auf diesen folgten Leuthold, Miethner, Kluge, Michel, Kokel, Ernst Wille (1868) und im Folgejahr Herschel.
Im Jahr 1870 löste Heinrich Wilhelm Adam jun. das Mühlengut auf. Ihm folgte 1871 Flößel. Noch ein Jahr später riss der folgende Eigentümer, Friedrich Wilhelm Sorge, auch die Mühle selbst ab und legte den Mühlteich trocken. Auf der Dammkrone des Mühlteichs errichtete er 1872 die Villa mit Blick zur Elbe, die noch heute dort steht. Dem Villeneigentümer folgten 1877 Friedrich Gotthelf Schließer und 1885 Friedrich David Vetters.

Restaurant „Thalmühle“, Ansichtskarte

Im Jahr 1891 schloss sich Oskar Linke an, der 1895 in der Villa mit dem Restaurant „Thalmühle“ eine Ausflugsgaststätte etablierte, die 1899 an der Hangkante durch eine zweigeschossige hölzerne Kolonnade mit Ausblick auf die Elbe ergänzt wurde. 1900 erging das Baugesuch für eine Kegelbahn. Die folgenden Eigentümer des Gaststättenanwesens waren 1904 Hermann Rudolf Merkel, 1911 Karl Hirsch und 1914 Hermann Lommatzsch, dem 1927 seine Witwe Justina folgte. Das Lokal firmierte zu jener Zeit als Gastwirtschaft „Zur Thalmühle“.
Die sowjetischen Besatzungstruppen übernahmen 1945 das Anwesen, womit seine Zeit als Gaststätte endete. Seitdem ist das Hauptgebäude wieder ein Wohnhaus.

## Beschreibung

### Verlauf des Lößnitzbachs

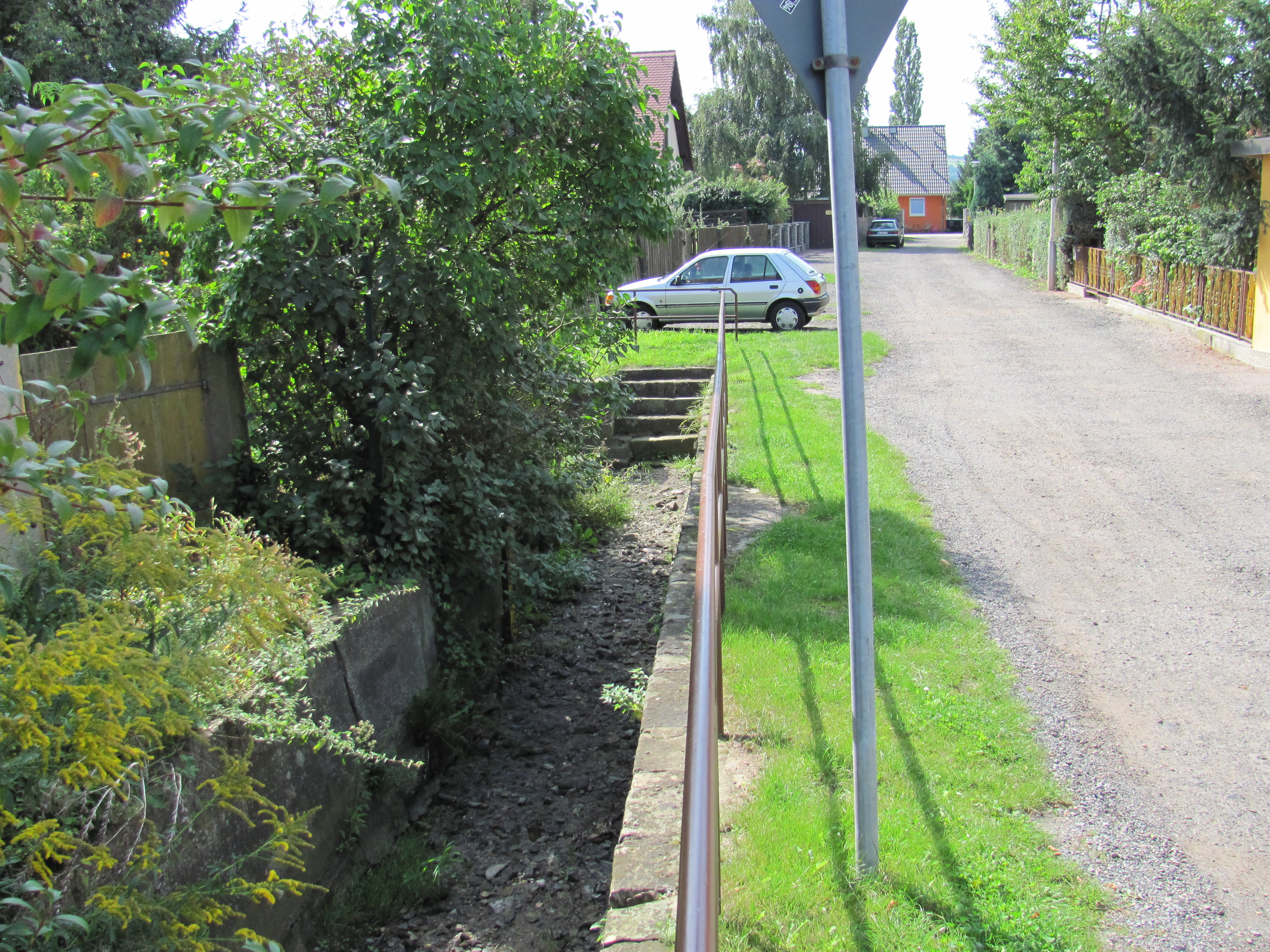
Straße Mühlgraben westlich des Serkowitzer Gasthofs. An der Treppe biegt der Lößnitzbach nach links ab und verläuft hinter dem Gasthof. An der heutigen Treppe befand sich der Abzweig nach geradeaus, der den eigentlichen Mühlgraben bildete und zum Mühlteich führte.

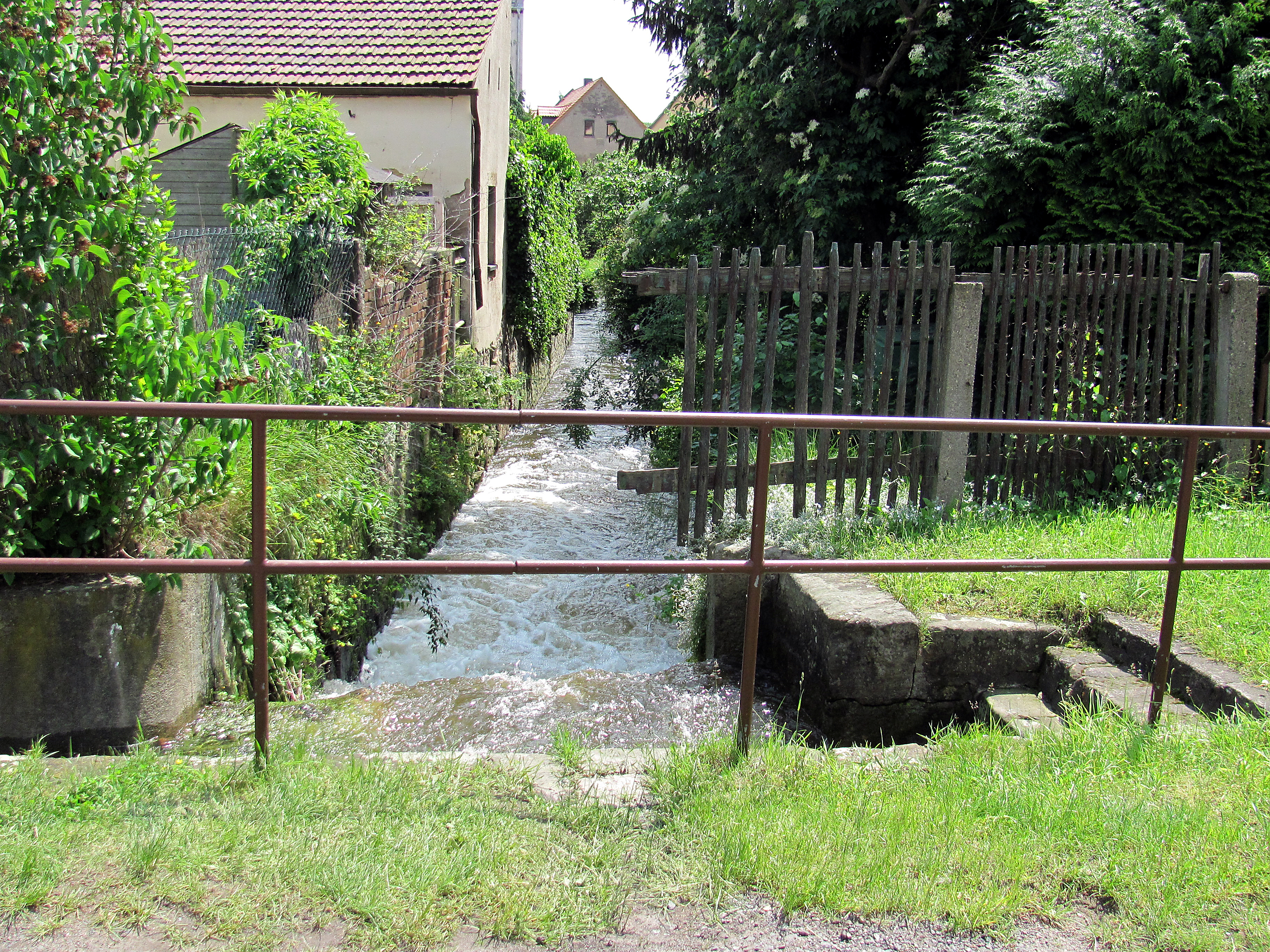
Der Lößnitzbach links hinter der Abbiegung hinter den Häusern östlich des Mühlgrabens beim Hochwasser 2013, zwei Treppenstufen höher als auf vorherigem Bild.

Wohl schon im 12. Jahrhundert wurde der Lößnitzbach beziehungsweise der „Zottelbach, wie man die Delta-Ausuferungen des Baches nannte,“ nördlich des Dorfes Serkowitz in ein fast gerades sowie höherliegendes künstliches Flussbett gelegt. Dieser floss, nach einer Kartenskizze von Nienborg aus der Zeit um 1714–1720, aus nördlicher Richtung kommend westlich vom Gasthof entlang der Strecke der heutigen Straße Mühlgraben, bog kurz oberhalb der Höhe der Mühle nach Südosten ab, floss südlich des Mühlengebäudes vorbei weiter nach Südosten, wo er in den Seegraben mündete. Auf dem Meilenblatt von etwa 1780 ist zu erkennen, dass zu jener Zeit dann der Abzweig des Lößnitzbachs hinter den Gasthof bestand, in dessen Verlauf der Bach offen in einem Grünzug in der Mitte des Angers geführt wurde und mit dessen Wegverlängerung nach Südosten bis zum Seegraben verlief. Am Abzweig bestand ein Wehr und der ehemalige Lößnitzbach wurde als Mühlgraben die alte Strecke entlang in Richtung Mühle geleitet. Vor der Mühle war ein Mühlteich angelegt, aus dem das Oberwasser entnommen und auf der Südseite der Mühle wie bisher dem Mühlrad zugeführt wurde. Von da floss das Unterwasser in den Lößnitzbach. Auf dem Anger führten mehrere Brücken über den Bach.
Der hier gezeigten Elbstromkarte von Serkowitz von 1880 ist zu entnehmen, dass der Lößnitzbach nach dem Eintritt des Unterwassers gleich am Dorfende nach Süden in Richtung Elbe umgelenkt wurde, wohinein dann der Seegraben mündete. Der Lößnitzbach floss dann nach Erreichen des inzwischen zugeschütteten Elbarms in Richtung Westen zu dem noch bestehenden offenen Altarm der Elbe ab, der alten Elblache, die heute unter dem Namen Alte Elbe Serkowitz als Radebeuler Flächennaturdenkmal geschützt ist. Der Mühlgraben war trockengelegt, der Mühlsee teilweise zugeschüttet.
Heute ist der Mühlgraben ab dem Abzweig hinter den Gasthof zugeschüttet, kurz vor dem Gasthof wird der Lößnitzbach in eine Verrohrung eingeleitet. Erst mit Erreichen des alten Elbarms tritt der Lößnitzbach wieder zutage und verläuft Richtung Südwesten bis zur Einmündung in die Elbe.

### Lage der Mühlengebäude
Das eigentliche Mühlenanwesen lag an der Stelle des heutigen Grundstücks Altserkowitz 12. Auf der Nordseite lag die Mühle, mit der Längsseite entlang des Mühlenwassers, das von dem nordwestlich gelegenen Mühlteich abfloss. Daher lag auch das Mühlrad auf der nach Süden, also der dem Hof zugewandten, Gebäudeseite. Anhand eines bestehenden Situationsplans des Grundstücksbesitzers Sorge (ab 1872) befand sich wohl über dem sich auf der rechten Südseite befindlichen Mühlrad eine „Art Erker […], der zur Bestätigung der Stauklappe im hölzernen Gerinne diente.“
Südlich des Hofes lag, etwa parallel zur Mühle, das etwa gleich große Wohnhaus, an das sich auf der westlichen Hofseite im rechten Winkel ein Nebengebäude anschloss, was somit einen Dreiseithof ergab. Auf dem sich nach Westen anschließenden Gutsland liegt heute das Grundstück Altwahnsdorf 13, direkt südlich des nördlich gelegenen Schäferhofs Altwahnsdorf 14.

### Villa

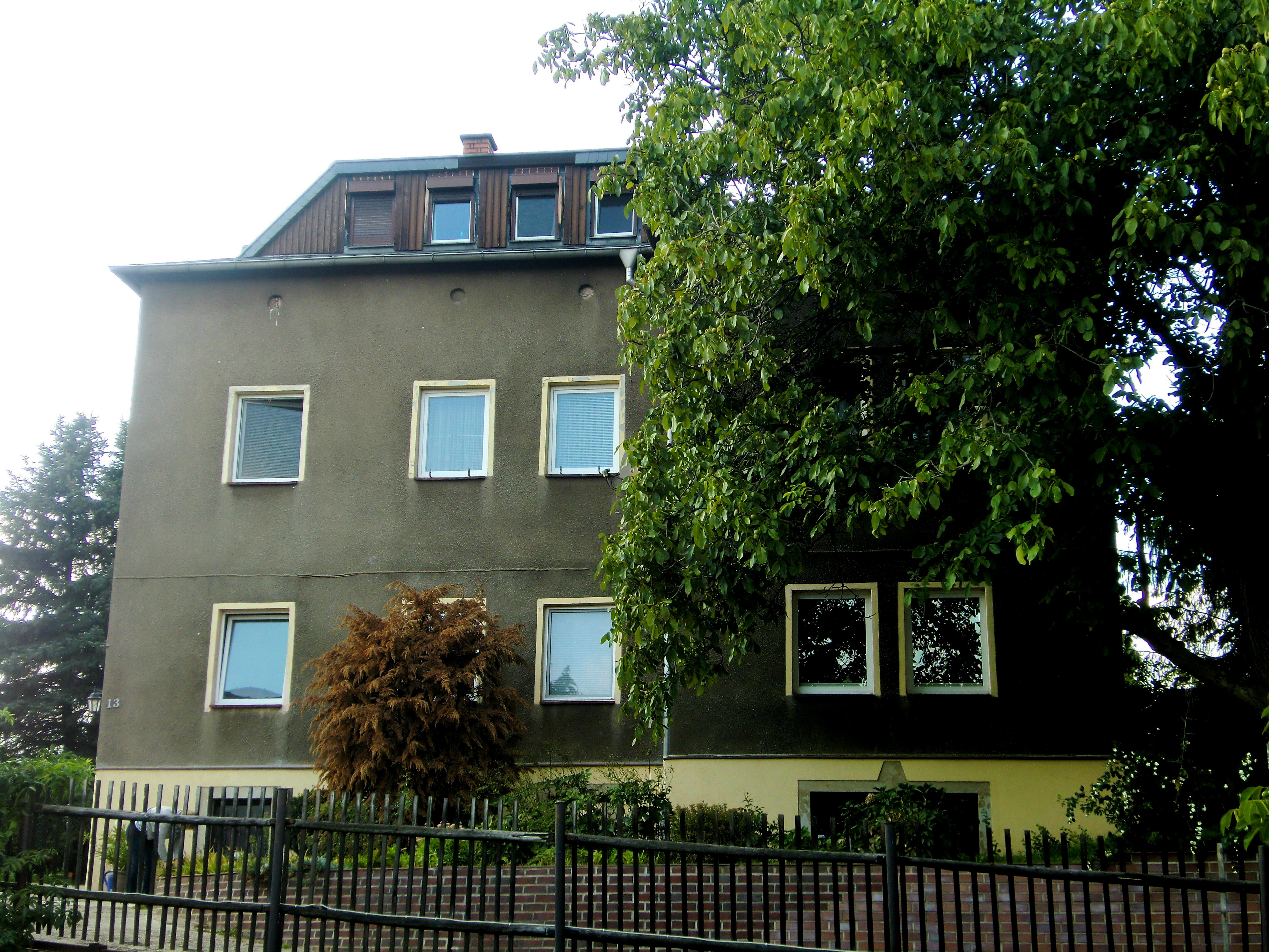
Altserkowitz 13, ehemalige Villa und Restaurant, heute Wohnhaus

Friedrich Wilhelm Sorge brach 1872 das Mühlengebäude ab, legte den Mühlteich trocken und errichtete auf der Dammkrone des ehemaligen Mühlteichs ein Wohnhaus (Altserkowitz 13). Dieses kam somit westlich des Mühlenguts zu liegen, direkt unterhalb des Schäferhofs. Das Wohnhaus ist ein zweigeschossiger Bau mit fünf zu drei Fensterachsen. Die Schmalseite zeigt zum Schäferhof hin. Oberhalb des Obergeschosses gibt es einen Drempel, darauf sitzt ein flaches Walmdach.

### Gaststätte
Oskar Linke ließ um 1895 die Villa zum Restaurant umbauen. Dabei wurden im Obergeschoss nur kleine Veränderungen an der Aufteilung vorgenommen. Im Erdgeschoss jedoch wurden vier Räume durch Herausnehmen der Zwischenwände zu einer großen Gaststube zusammengefasst.